# Rostbukig bergtangara
Rostbukig bergtangara (Pseudosaltator rufiventris) är en fågel i familjen tangaror inom ordningen tättingar.

## Utbredning och systematik
Arten förekommer i Anderna i västra Bolivia och nordvästligaste Argentina (Jujuy). Den behandlas som monotypisk, det vill säga att den inte delas in i några underarter.

### Släktskap
Tidigare behandlades arten som en saltator (släktet Saltator). DNA-studier visar dock att den är avlägset släkt och har därför placerats i det nyligen beskrivna egna släktet Pseudosaltator, som just betyder "falsk Saltator". Den har också fått ett nytt svenskt trivialnamn. Vissa inkluderar den dock i släktet Dubusia. Liksom övriga i Saltator fördes den tidigare till familjen kardinaler.

## Status och hot
Arten har ett stort utbredningsområde, men tros minska i antal, dock inte tillräckligt kraftigt för att den ska betraktas som hotad. Världspopulationen är relativt liten, uppskattad till endast mellan 10 000 och 20 000 vuxna individer. Internationella naturvårdsunionen IUCN listar arten som livskraftig (LC).